# Balsan-dong
Balsan-dong (koreanska: 발산동) är en stadsdel i stadsdistriktet Gangseo-gu i Sydkoreas huvudstad Seoul.
Administrativt heter stadsdelen Balsan 1-dong (발산1동), detta då det tidigare har funnits en stadsdel med namnet Balsan 2-dong (nuvarande Ujangsan-dong). 